# Pseudocerotidae
Pseudocerotidae é uma família de platelmintos que inclui a espécie Pseudobiceros bedfordi.

## Lista de géneros
| Segundo a Turbellarian Taxonomic Database : - Acanthozoon Collingwood, 1876 - Bulaceros Newman & Cannon, 1996 - Cryptobiceros Faubel, 1984 - Maiazoon Newman & Cannon, 1996 - Monobiceros Faubel, 1984 - Nymphozoon Hyman, 1959 - Phrikoceros Newman & Cannon, 1996 - Pseudobiceros Faubel, 1984 - Pseudoceros Lang, 1884 - Thysanozoon Grube, 1840 - Tytthosoceros Newman & Cannon, 1996 - Yungia Lang, 1884 | Segundo a World Register of Marine Species (24 de março de 2014) : - género Acanthozoon Collingwood, 1876 - género Cryptobiceros Faubel, 1984 - género Cryptoceros Faubel, 1984 - género Monobiceros Faubel, 1984 - género Nymphozoon Hyman, 1959 - género Pseudobiceros Faubel, 1984 - género Pseudoceros Lang, 1884 - género Thysanozoon Grube, 1840 - género Yungia Lang, 1884 |

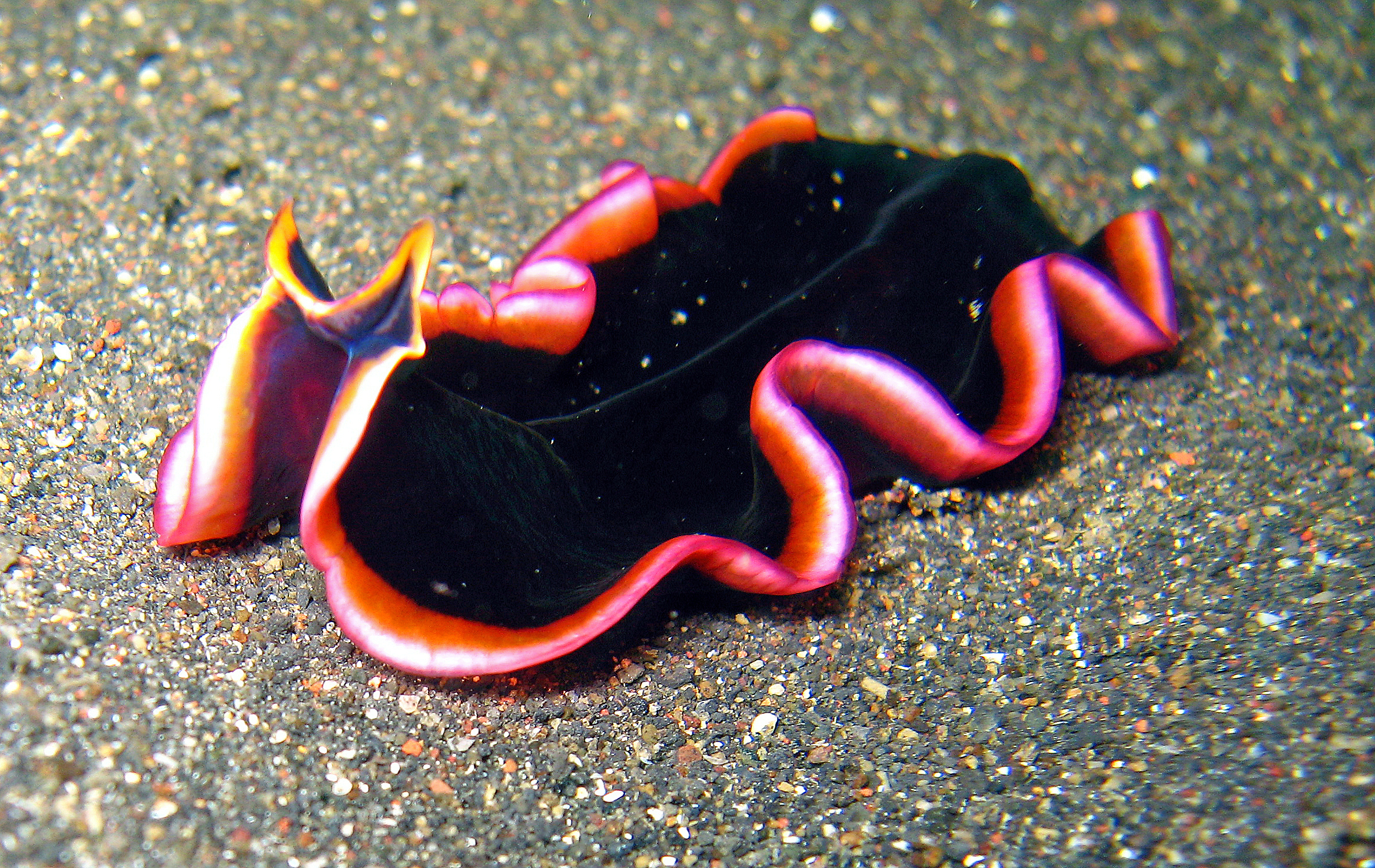
Pseudobiceros hancockanus
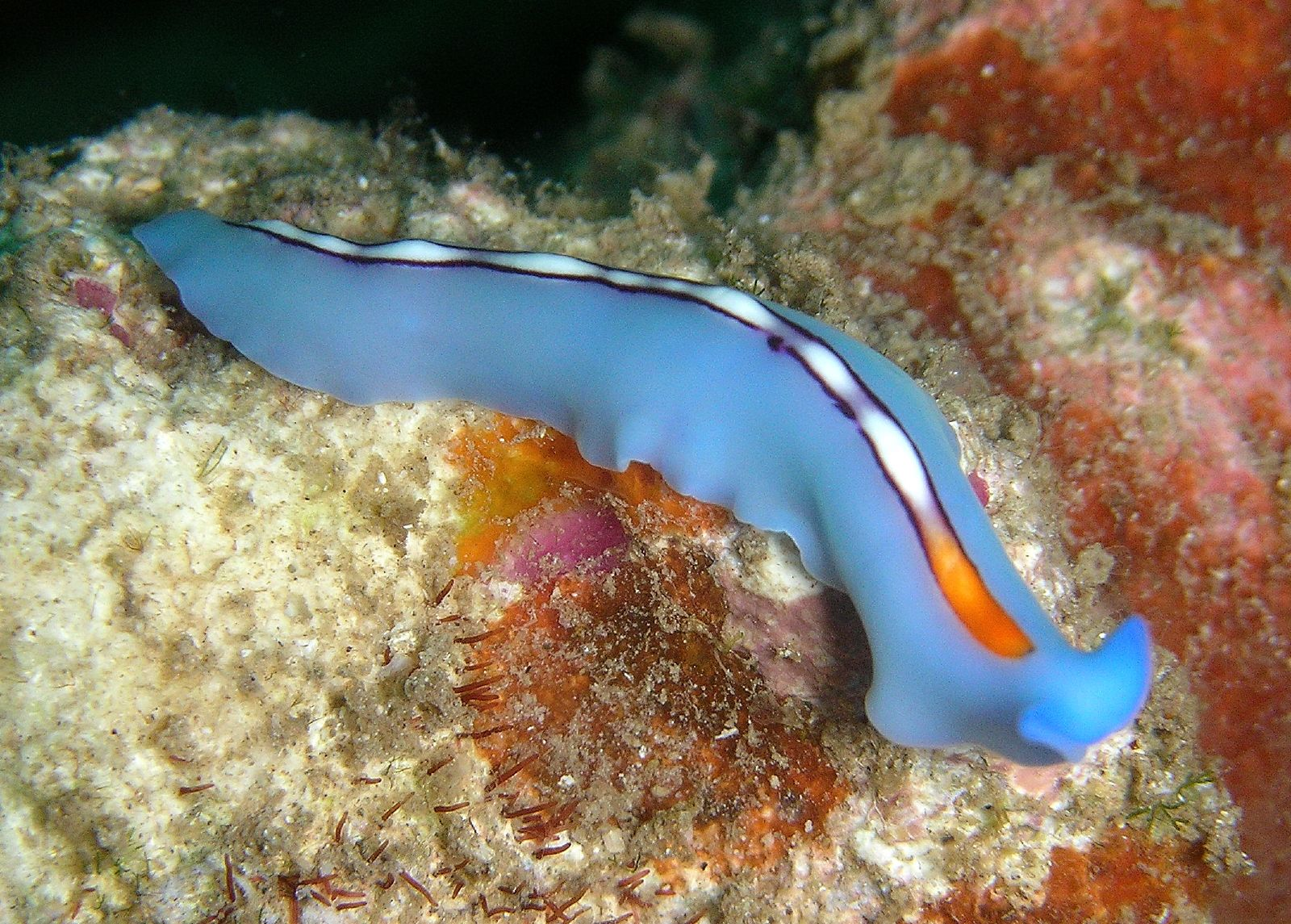
Pseudoceros bifurcus
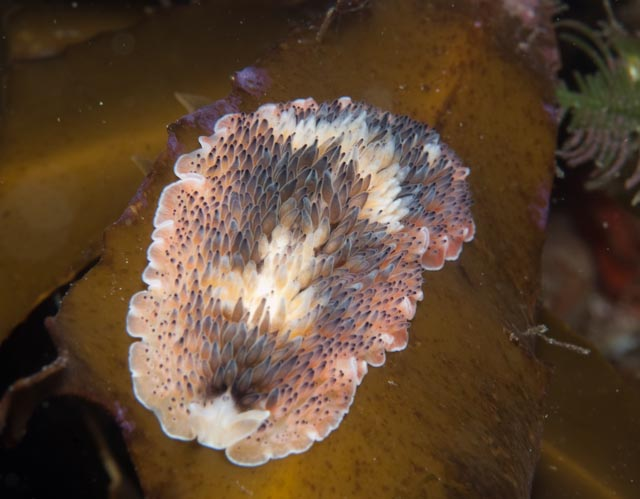
Thysanozoon brocchii
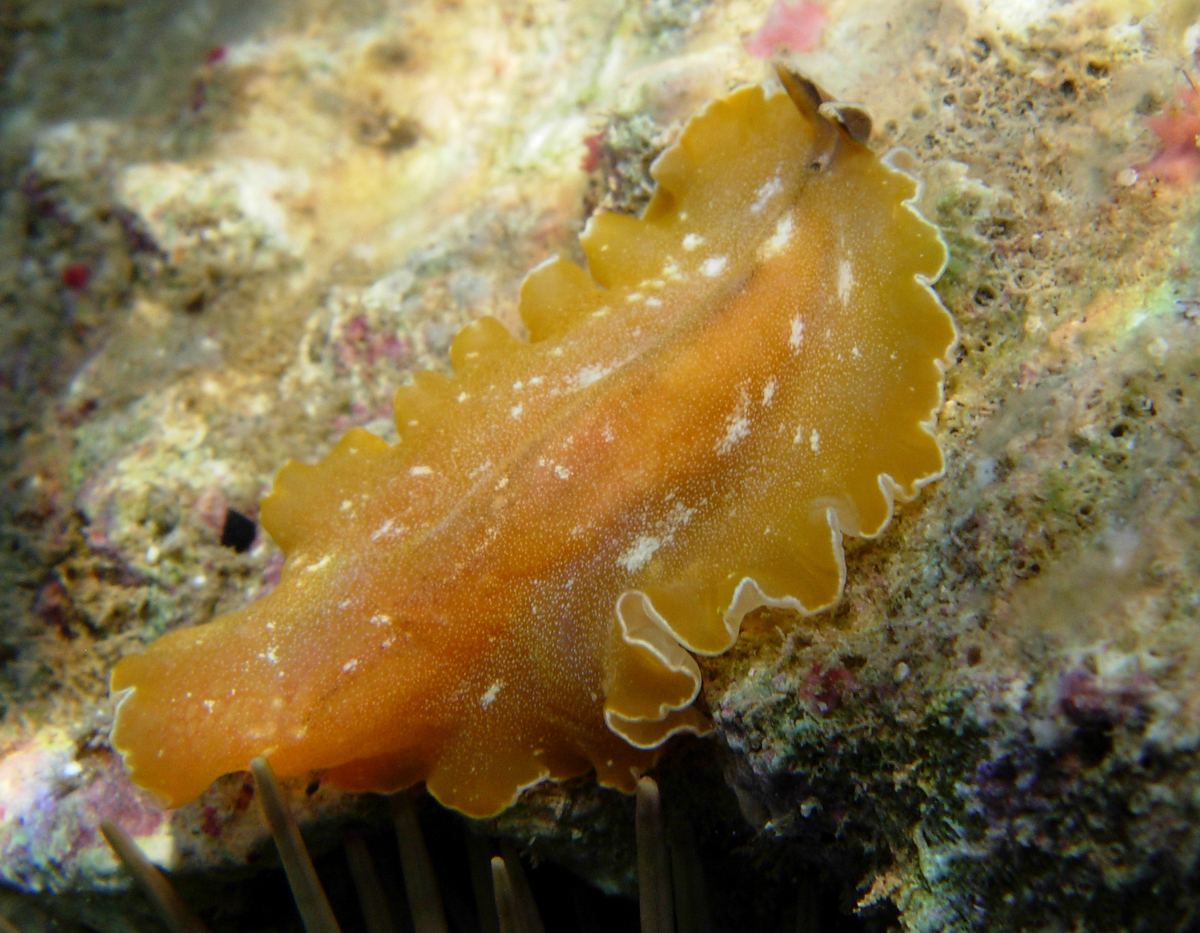
Yungia sp.